# BacktoWork
BacktoWork24 Srl è una società italiana, iscritta nel registro Consob dei portali di equity crowdfunding, gestore del portale di investimenti online in startup e piccole imprese "BacktoWork". La società è partecipata dal Gruppo Intesa Sanpaolo.

## Attività
Come portale di equity crowdfunding BacktoWork permette ad investitori privati, qualificati ed istituzionali di investire online nel capitale di rischio di PMI e startup.
Le aziende che utilizzano il servizio possono quindi raccogliere capitali, tramite uno strumento online, per sviluppare i propri progetti di impresa. Possono utilizzare il servizio tutte le società di capitali ad esclusione delle Srls.

## Storia
La società è stata fondata nel 2012 da Carlo Bassi e Alberto Bassi con l'obiettivo di creare un portale in grado di veicolare capitali privati e competenze manageriali verso le piccole imprese.
Nel 2013, nell'ambito di un progetto di corporate venture capital denominato Fabbrica24, il Gruppo 24 ORE, acquisisce la maggioranza della società (90%), incubandola all'interno del Gruppo  fino a luglio 2017.
Durante la stagione 2017 del Motomondiale BacktoWork è stato partner del team Aprilia Racing sviluppando un progetto di open innovation..Nell'ambito di questa partnership al Gran Premio motociclistico di San Marino e della Riviera di Rimini è stata presentata l'iniziativa di realtà aumentata a supporto dei meccanici
Nel luglio 2017 il management, supportato da un pool di business angels, effettua un'operazione di management buyout della società dal Gruppo 24 Ore
Nel febbraio 2018 la società completa un'operazione di fusione con la società Equinvest Srl, entrando di fatto nel mercato dell'equity crowdfunding.
Nel giugno 2019 il Gruppo Intesa Sanpaolo tramite il fondo di  corporate venture capital Neva Finventures Spa , controllato al 100% da Intesa Sanpaolo Innovation Center Spa, sottoscrive interamente un Round serie A aperto dalla società.
Nel marzo 2020 la società, in partnership con Fideuram - Intesa Sanpaolo Private Banking, ha realizzato una delle raccolte tramite equity crowdfunding più grandi in Europa (7,6 Mln di Euro) per l'azienda e-Novia Spa tramite la società veicolo Fin-Novia Srl.
Nel luglio 2020 la capogruppo Intesa Sanpaolo Spa ha rilevato da Neva Finventures Spa la partecipazione nella società.
Dopo che la società ha ottenuto l'autorizzazione ai sensi del regolamento European Crowdfunding Service Providers (ECSP) il 10 novembre 2023, Opstart ne ha acquistato il 60% del capitale.